# 陈光远旧居

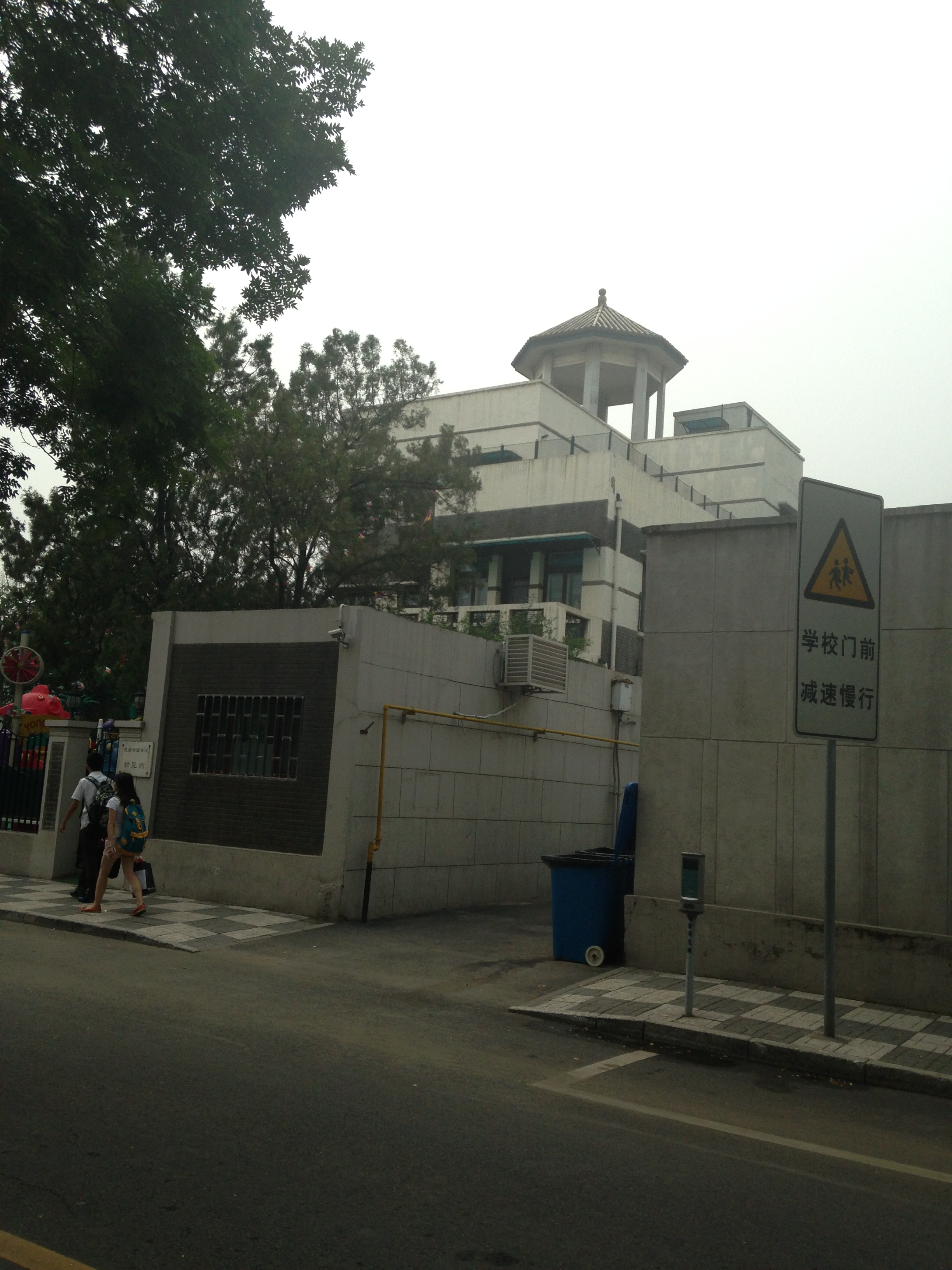

陈光远旧居是中华民国初期的江西督军，直系军阀冯国璋的嫡系陈光远的住宅。建于1924年，位于当时的天津英租界的新加坡道（Singapore Road）（今和平区大理道48号），该建筑现为重点保护等级历史风貌建筑和天津市文物保护单位，并作为天津五大道近代建筑群的重要组成部分，被中华人民共和国国务院批准为全国重点文物保护单位。该建筑现为天津市机关幼儿园使用。

## 陈光远
陈光远（1873年10月18日－1939年），字秀峰，直隶武清人（今天津人）。中华民国初期的江西督军，直系军阀冯国璋的嫡系。陈光远少年时曾为粮店学徒，1892年入天津北洋武备学堂，毕业后历任武卫右军队官、北洋常备军军政司总务处总办、步队统领、北洋陆军第四镇第八协统领、赤峰镇守使、中央模范团团副、陆军第十二师 师长。1918年在冯国璋代理总统后，被任命为江西督军，与江苏督军李纯、湖北督军王占元合称长江三督。1922年，第二次护法战争抵抗南军不利，被曹锟免职。后寓居天津英租界作寓公。通过亲家龚心湛在北洋企业中大量投资，购买了启新洋灰公司、开滦矿务公司、华新纱厂、耀华玻璃厂等企业的股票。1939年8月，陈光远病逝。

## 建筑风格
陈光远旧居始建于1924年，建筑主体为砖木混合结构三层楼房，建筑外立面为浅色混水墙面和深色琉缸砖。屋顶处设有露台和琉璃瓦八角凉亭。